# Łużek Górny
Łużek Górny (ukr. Верхній Лужок) – wieś w rejonie samborskim (do 2020 w rejonie starosamborskim) obwodu lwowskiego Ukrainy. Wieś liczy około 1216 mieszkańców. Leży nad rzeką Dniestr. Jest siedzibą silskiej rady, której podlega również Busowisko. Pierwsza wzmianka o wsi pochodzi z 1495.
Od 1905 przez wieś przebiega linia kolejowa łącząca Użhorod z Samborem. Znajduje się tu przystanek kolejowy Łużek Górny.
W 1921 r. liczył około 1205 mieszkańców. Przed II wojną światową należały do powiatu starosamborskiego.

## Ważniejsze obiekty
- Cerkiew greckokatolicka